# Zemský okres Hildesheim
Zemský okres Hildesheim (německy Landkreis Hildesheim) je zemský okres v německé spolkové zemi Dolní Sasko. Sídlem správy zemského okresu je město Hildesheim. Má přibližně 277 tisíc obyvatel. 

## Města a obce
| Města: 1. Alfeld 2. Bad Salzdetfurth 3. Bockenem 4. Elze 5. Gronau 6. Hildesheim 7. Sarstedt | Obce: 1. Algermissen 2. Almstedt 3. Diekholzen 4. Duingen 5. Eime 6. Freden 7. Giesen 8. Harsum 9. Holle 10. Lamspringe 11. Nordstemmen 12. Schellerten 13. Sibbesse 14. Söhlde |